# Hyptis pectinata
Hyptis pectinata là một loài thực vật có hoa trong họ Hoa môi. Loài này được (L.) Poit. mô tả khoa học đầu tiên năm 1806.

## Hình ảnh

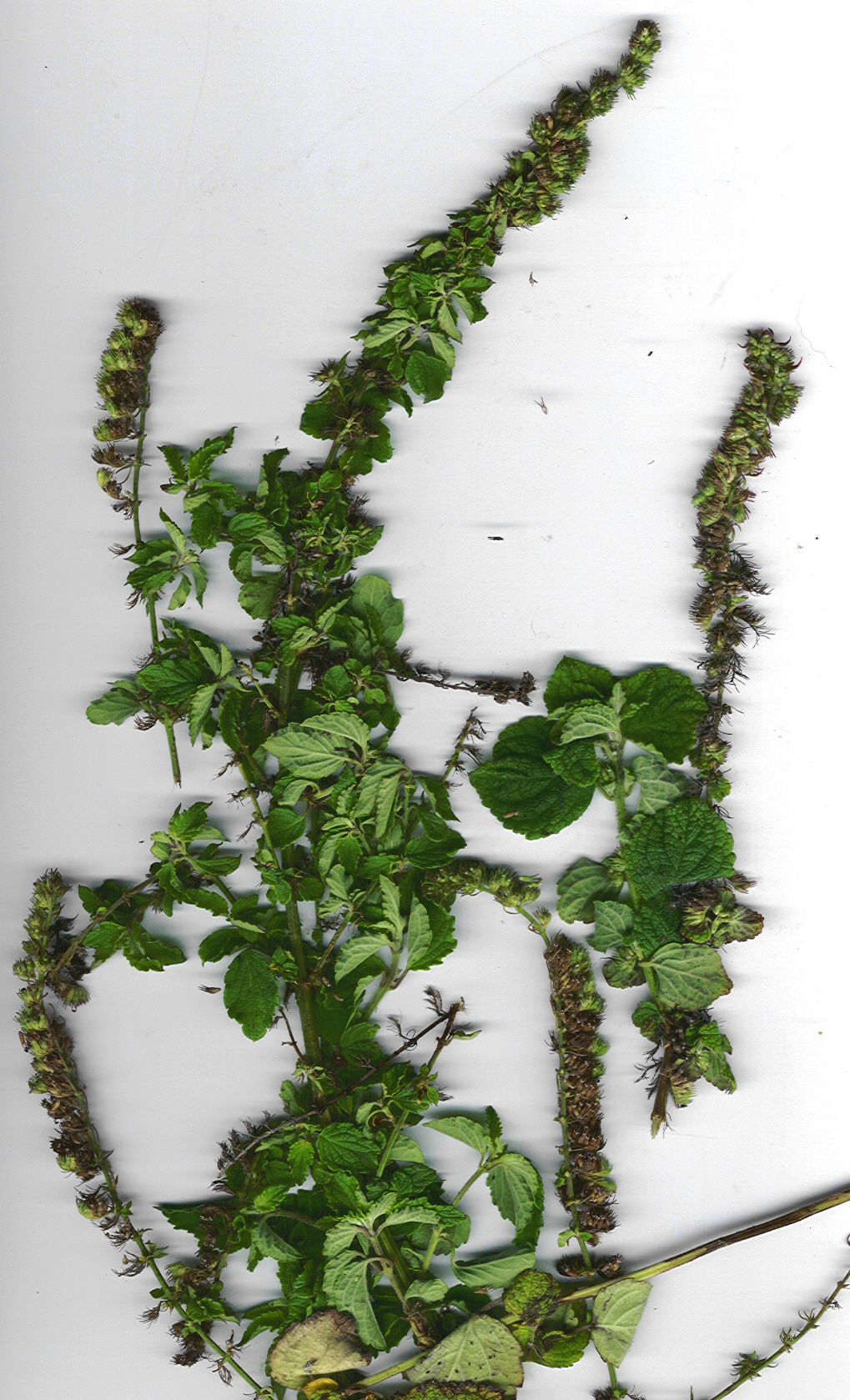
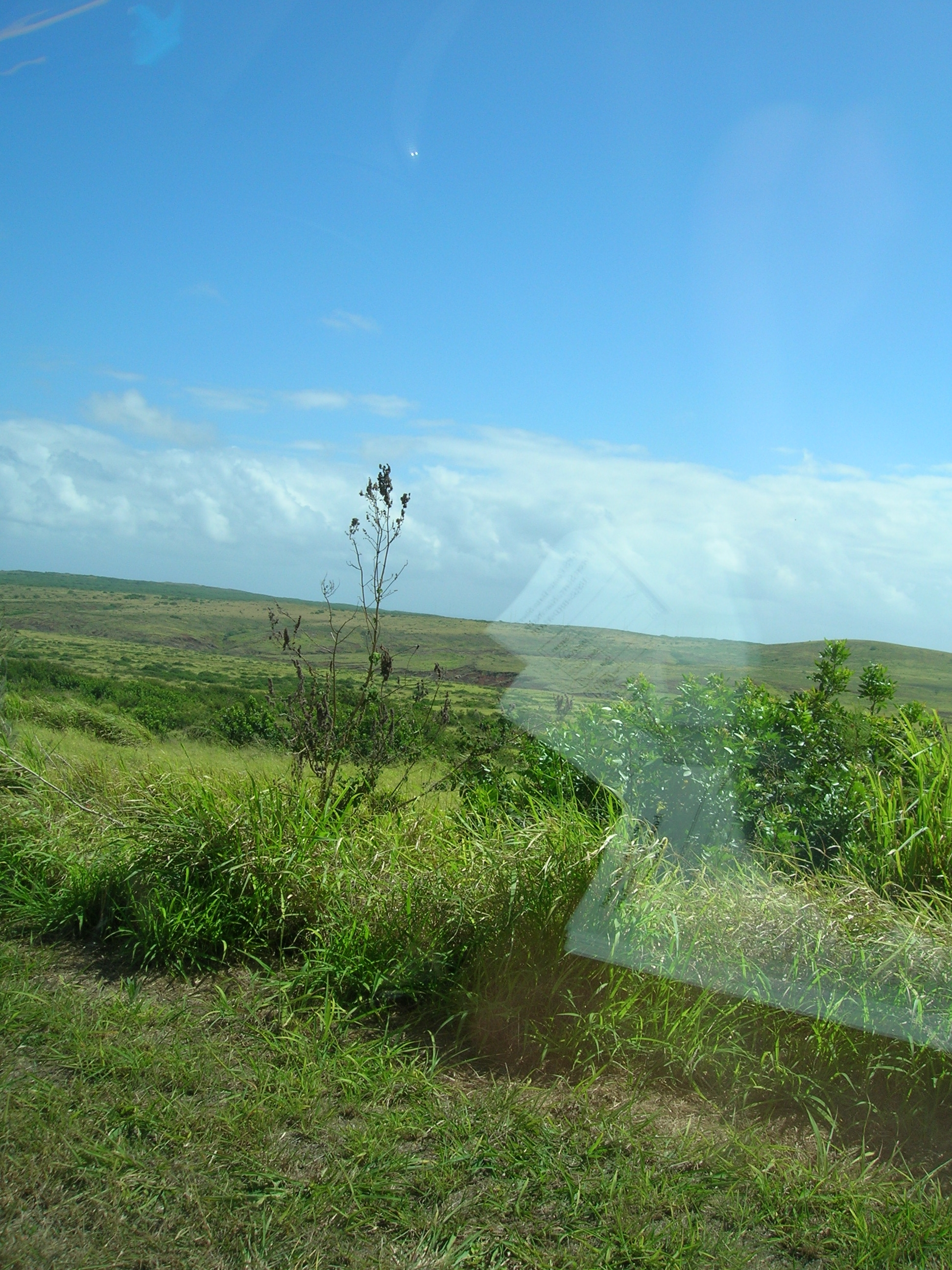
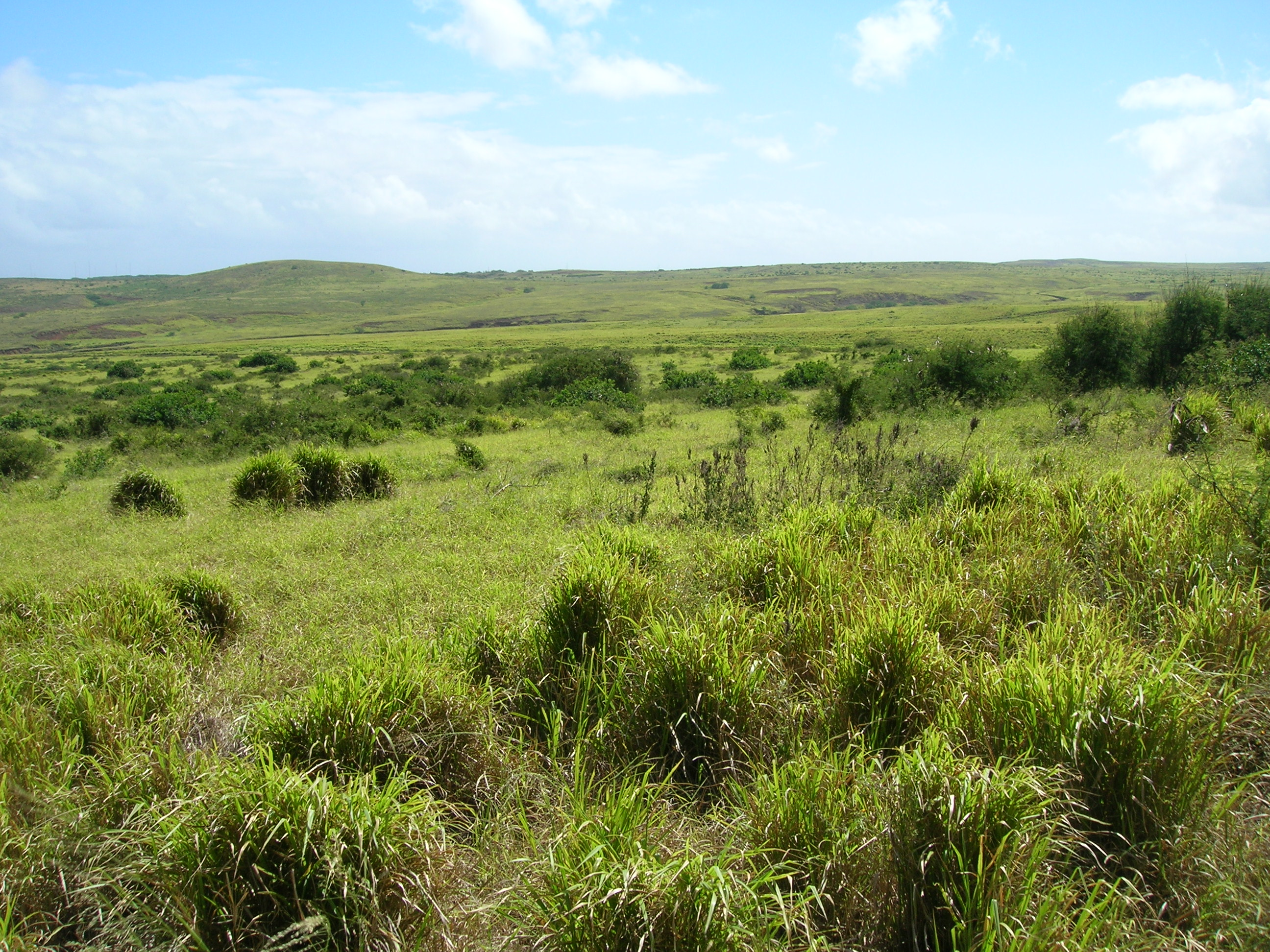
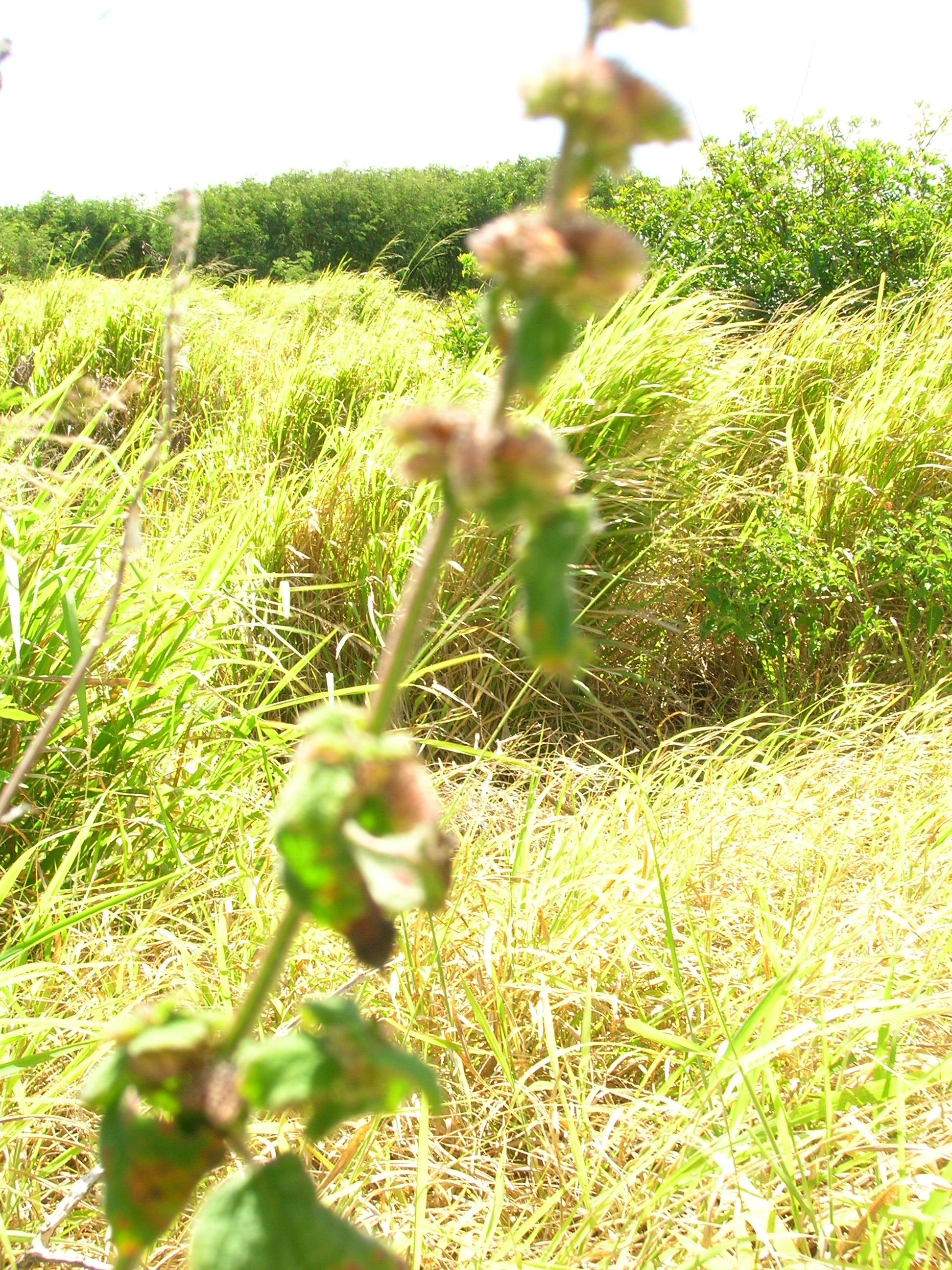